# Everts Air
Everts Air é uma companhia aérea americana com sede em Fairbanks, Alasca, Estados Unidos. A empresa opera voos regulares e fretados de carga, assim como serviços de passageiros no Alasca e Canadá. Sua base principal é o Aeroporto Internacional de Fairbanks, com seu principal hub no Aeroporto Internacional de Anchorage Ted Stevens. O slogan da empresa é "Aeronave Lendária. Serviço extraordinário".

## História
Robert W. Everts criou, em 1977, a Tatonduk Flying Service, com uma única aeronave (Cessna 180) para fornecer transporte aéreo para mineiros em locais remotos do Alasca. Desde 1980, seu pai, Clifford R. Everts, é proprietário e operador da companhia Everts Air Fuel Inc., especializada em transporte aéreo de materiais inflamáveis e perigosos.
Em 1993, a companhia aérea, originalmente certificada pela Parte 135 do Regulamento Federal de Aviação (operações de passageiros e sob demanda), tornou-se também certificada pela Parte 121 do regulamento (operações domésticas, de bandeira e suplementares) quando a Tatonduk Flying Service (que teve o seu nome mudado para Tatonduk Outfitters Limited) comprou a Everts Air. Com a introdução de aeronaves maiores, como o Douglas DC-6 e o C-46 Commando, a empresa se dividiu entre Everts Air Alaska e Everts Air Cargo.

## Operando o Douglas DC-6

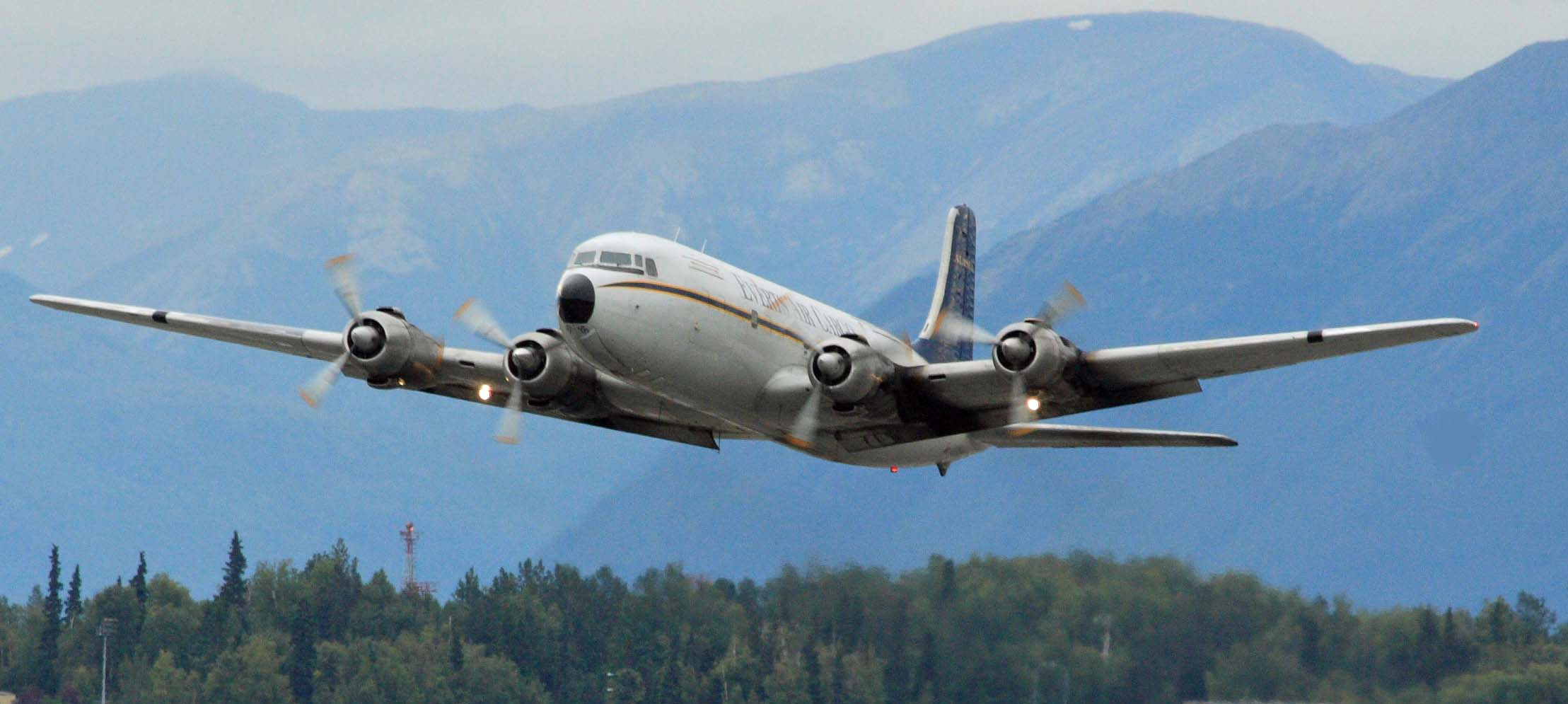
Um DC-6 da Everts Air Cargo decolando em Anchorage

Desde que a Northern Air Cargo abandonou seu serviço regular com a aeronave Douglas DC-6, a Everts Air Cargo é a última companhia aérea nos Estados Unidos a operar voos regulares com uma frota bastante grande de aeronaves movidas a pistão dos anos 60. Em uma entrevista de 2007, o gerente da estação de Anchorage declarou que o DC-6 ainda era considerado uma aeronave valiosa para operações nas condições adversas do Alasca, com excelente desempenho de pouso e decolagem em pistas de cascalho e de difícil acesso para aviões modernos da mesma capacidade. A atual desvantagem da utilização destas aeronaves é a dificuldade de encontrar Avgas, peças de reposição e o custo de mão de obra e de manutenção. A Everts Air Cargo (um dos utilizadores) estima uma proporção de 12 horas de manutenção para cada hora de voo. Peças de reposição também podem ser um problema, mas a Everts Air Cargo prevê que terá estoque suficiente para manter o último DC-6 voando além de 2020. Atualmente, as unidades encontram-se na sua maioria na reserva.

## Corporação Zero Gravity Boeing 727
Desde 2015, a Everts Air opera um Boeing 727-227F para a Zero Gravity Corporation, também conhecida como ZERO-G, que anteriormente operava com a Amerijet International. A aeronave está baseada nos Estados Unidos contíguos e opera voos sem gravidade (como o nome da empresa indica). Ao contrário da NASA (que é administrada diretamente pelo governo americano), a ZERO-G é regida pela Parte 121 dos regulamentos da FAA, permitindo que a empresa atenda tanto turistas quanto pesquisadores.

## Frota
Desde Novembro de 2018 a frota da Everts Air inclui:

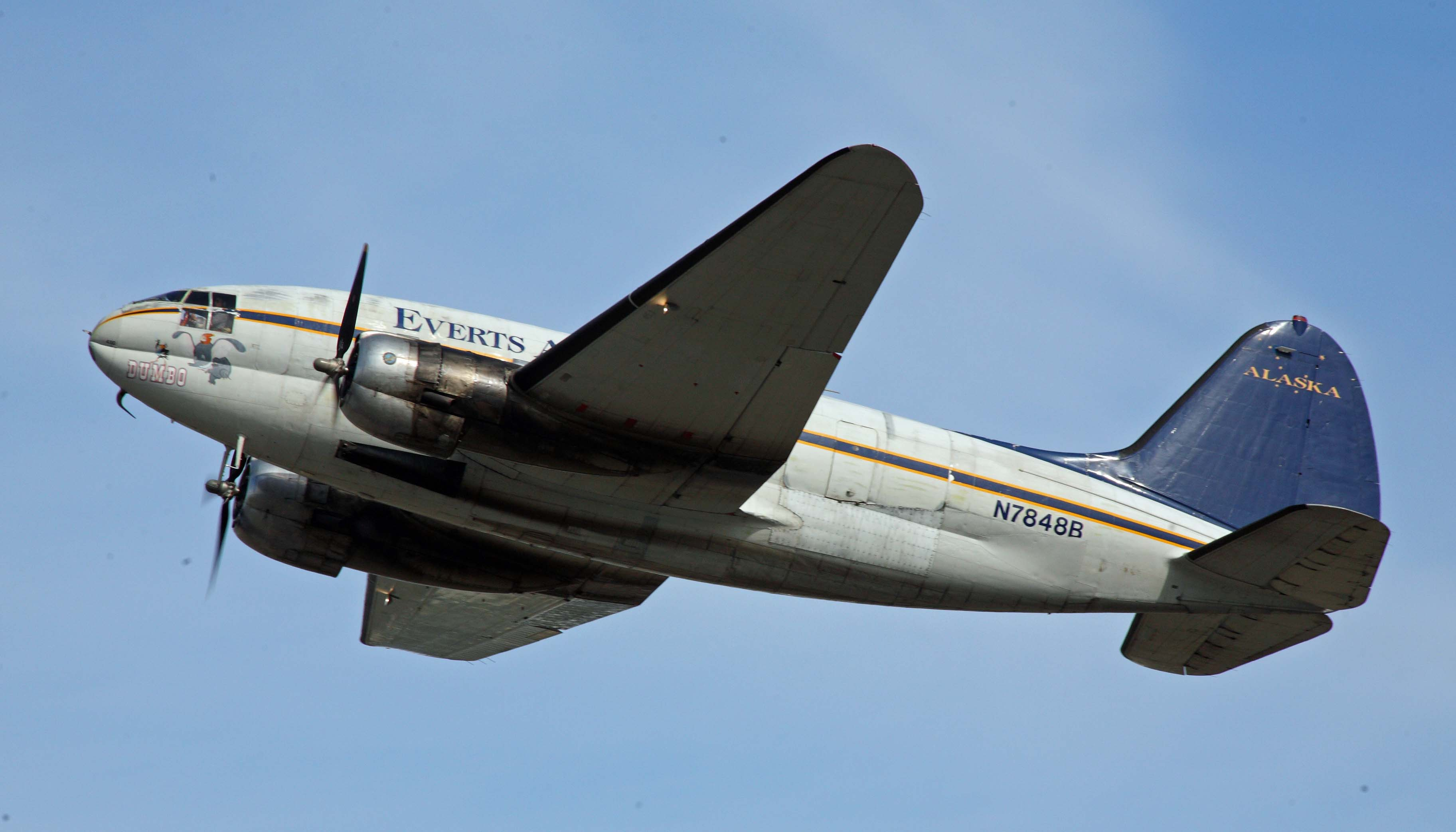
C-46 Cargo da Everts Air

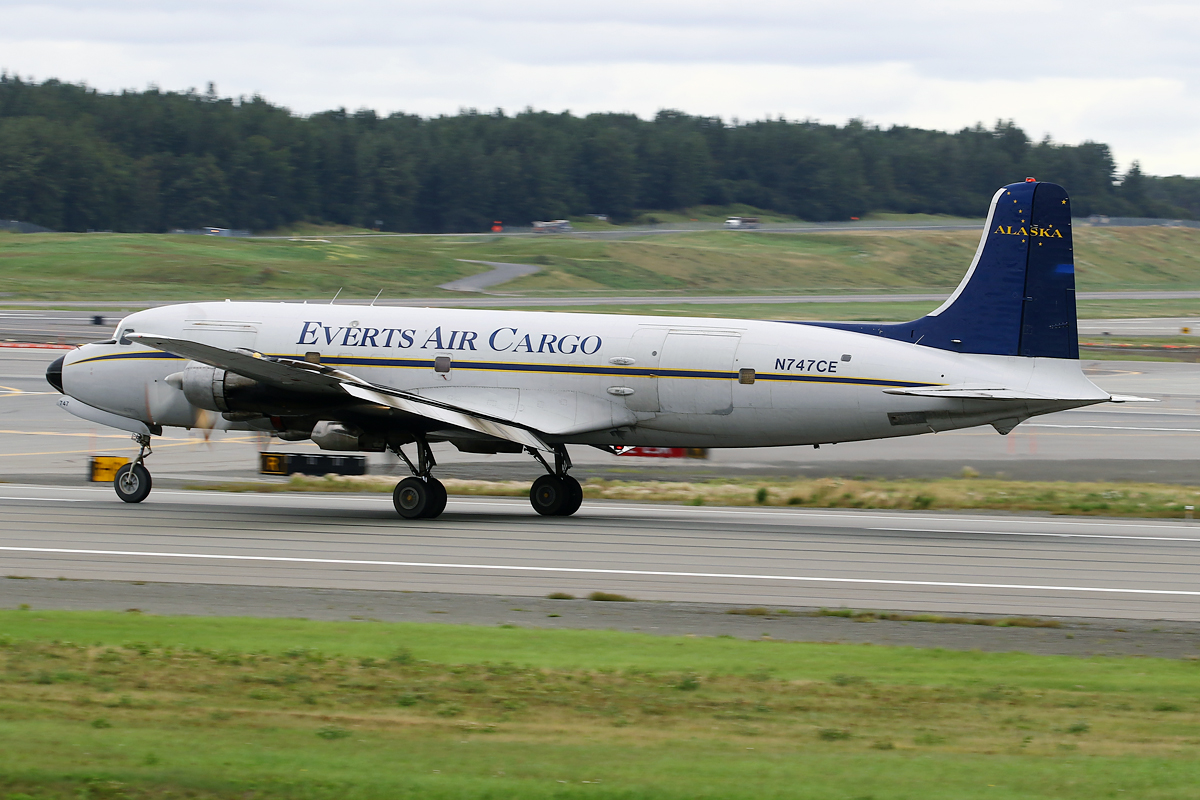
Um Douglas DC-6 da Everts Air Cargo

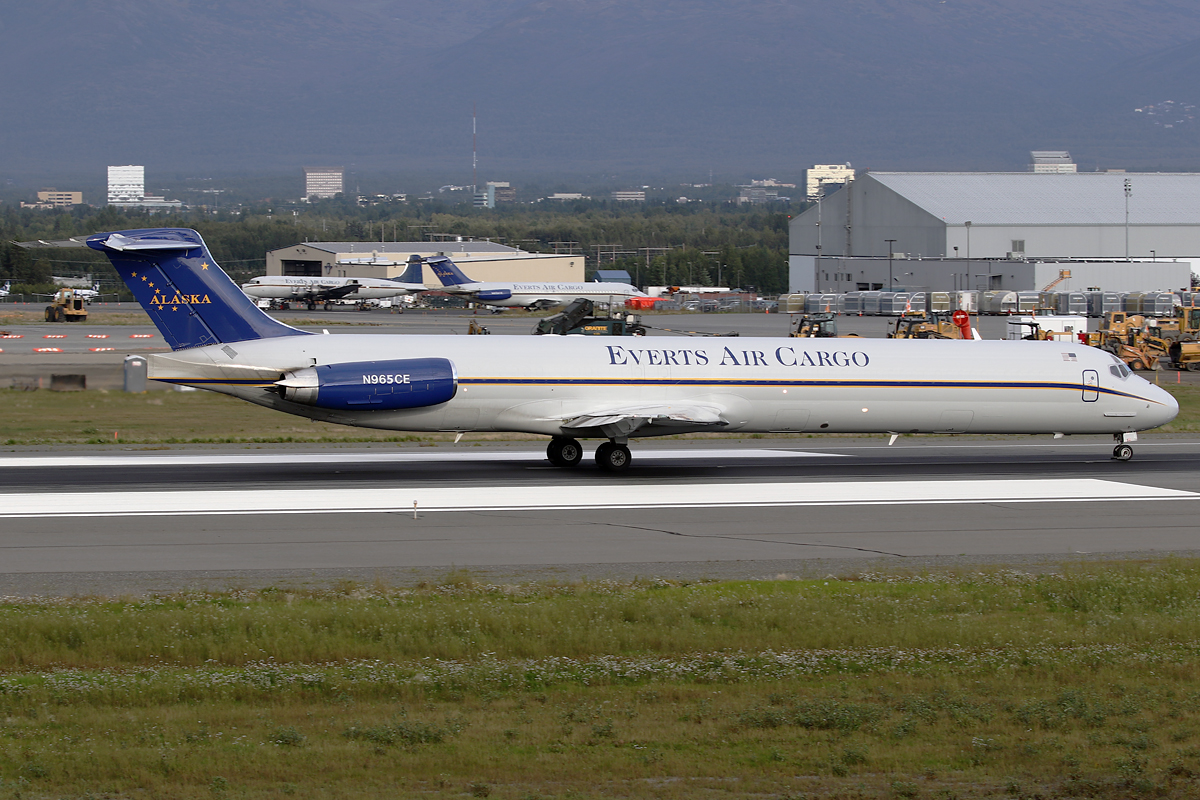
MD-83 da Everts Air Cargo

- 2 Air Tractor AT-802 configurado para transportar combustível para as operações da Everts Air Fuel
- 1 Boeing 727-227F operado pela Zero Gravity Corporation
- 1 Cessna 180
- 1 Cessna 206H
- 1 Cessna C208B Grande Caravan
- 1 Curtiss-Wright C-46D
- 1 Curtiss-Wright C-46F
- 2 Curtiss-Wright C-46R
- 6 Douglas DC-6A
- 2 Douglas DC-6B
- 2 Douglas DC-9-32F
- 6 Douglas DC-9-33F
- 2 Douglas DC-9-41
- 7 Douglas C-118A
- 3 Embraer EMB 120 Brasília
- 2 McDonnell Douglas MD-82
- 6 McDonnell Douglas MD-83
- 2 Pilatus PC-12/47
- 2 Piper PA-32R-300

Das aeronaves mencionadas acima, 12 (dois DC-9, dois MD-80, sete DC-6 e um C-46) estão inativas ou armazenadas. 
Em julho de 2020, a Everts Air Cargo adquiriu seis Cessna 208 no leilão de falência da Ravn Alaska, que declarou falência devido a pandemia do COVID.